# João do Carmo Medeiros de Almeida
João do Carmo Medeiros de Almeida (1924 - 1995) foi oficial da Marinha Mercante e professor da Escola Superior Náutica Infante D. Henrique.

Começou por prestar serviço como oficial miliciano de cavalaria depois de terminar os seus estudos no Colégio Militar (Portugal).
Ingressou na Escola Náutica em 1943 e fez a carreira a bordo de diversos navios como oficial, imediato e comandante.

Em 1974 foi admitido como professor na Escola Náutica Infante D. Henrique (ENIDH), onde serviu durante vinte anos até se reformar.

Teve acção determinante no desenvolvimento da Escola que, assim integrada no sistema educativo nacional, passou a conferir aos seus diplomados, a partir de 1989, os graus de bacharel e de licenciado.